# Campionati austriaci di sci alpino 2010
I Campionati austriaci di sci alpino 2010 si sono svolti a Innerkrems tra il 15 e il 23 marzo. Il programma ha incluso gare di discesa libera, supergigante, slalom gigante, slalom speciale e supercombinata, tutte sia maschili sia femminili.
Trattandosi di competizioni valide anche ai fini del punteggio FIS, vi hanno partecipato anche sciatori di altre federazioni, senza che questo consentisse loro di concorrere al titolo nazionale austriaco.

## Risultati

### Uomini

#### Discesa libera
| Pos. | Atleta             | Nazione   | Tempo   |
| ---- | ------------------ | --------- | ------- |
| 1    | Hans Grugger       | Austria   | 1:16,23 |
| 2    | Hannes Reichelt    | Austria   | 1:16,45 |
| 3    | Vincent Kriechmayr | Austria   | 1:16,47 |
| 4    | Petr Záhrobský     | Rep. Ceca | 1:16,48 |
| 5    | Joachim Puchner    | Austria   | 1:16,60 |
| 6    | Ivica Kostelić     | Croazia   | 1:16,69 |
| 7    | Michael Walchhofer | Austria   | 1:16,71 |
| 8    | Georg Streitberger | Austria   | 1:16,81 |
| 9    | Frederic Berthold  | Austria   | 1:17,12 |
| 10   | Manuel Kramer      | Austria   | 1:17,35 |

Data: 23 marzo

Ore: 

Pista: Grünleitennock

Partenza: 2 128 m s.l.m.

Arrivo: 1 080 m s.l.m.

Lunghezza: 1 555 m

Dislivello: 573 m

Tracciatore: 

#### Supergigante
| Pos. | Atleta             | Nazione  | Tempo   |
| ---- | ------------------ | -------- | ------- |
| 1    | Ivica Kostelić     | Croazia  | 1:25,62 |
| 2    | Klaus Kröll        | Austria  | 1:26,54 |
| 3    | Manuel Kramer      | Austria  | 1:26,73 |
| 4    | Andrej Šporn       | Slovenia | 1:26,77 |
| 5    | Romed Baumann      | Austria  | 1:26,95 |
| 6    | Gašper Markič      | Slovenia | 1:27,09 |
| 7    | Michael Walchhofer | Austria  | 1:27,10 |
| 8    | Joachim Puchner    | Austria  | 1:27,16 |
| 9    | Georg Streitberger | Austria  | 1:27,17 |
| 10   | Rok Perko          | Slovenia | 1:27,37 |

Data: 20 marzo

Ore: 

Pista: Grünleitennock

Partenza: 2 128 m s.l.m.

Arrivo: 1 080 m s.l.m.

Lunghezza: 1 555 m

Dislivello: 573 m

Tracciatore: 

#### Slalom gigante
| Pos. | Atleta               | Nazione  | Tempo   |
| ---- | -------------------- | -------- | ------- |
| 1    | Marcel Hirscher      | Austria  | 2:17,00 |
| 2    | Miha Kuerner         | Slovenia | 2:17,55 |
| 3    | Hannes Reichelt      | Austria  | 2:17,71 |
| 4    | Janez Jazbec         | Slovenia | 2:17,78 |
| 5    | Bernhard Graf        | Austria  | 2:18,27 |
| 6    | Christian Hirschbühl | Austria  | 2:18,43 |
| 7    | Armin Triendl        | Austria  | 2:18,50 |
| 8    | Sergej Majtakov      | Russia   | 2:18,70 |
| 9    | Boštjan Kline        | Slovenia | 2:18,79 |
| 10   | Matic Skube          | Slovenia | 2:18,80 |

Data: 17 marzo

1ª manche:

Ore: 

Pista: Kärnten 2006

Partenza: 1 908 m s.l.m.

Arrivo: 1 555 m s.l.m.

Dislivello: 353 m

Tracciatore:

2ª manche:

Ore: 

Pista: Kärnten 2006

Partenza: 1 908 m s.l.m.

Arrivo: 1 555 m s.l.m.

Dislivello: 353 m

Tracciatore:

#### Slalom speciale
| Pos. | Atleta               | Nazione   | Tempo   |
| ---- | -------------------- | --------- | ------- |
| 1    | Alexander Koll       | Austria   | 1:38,89 |
| 2    | Patrick Thaler       | Italia    | 1:39,23 |
| 3    | Christoph Dreier     | Austria   | 1:39,70 |
| 4    | Kryštof Krýzl        | Rep. Ceca | 1:39,83 |
| 5    | Wolfgang Hörl        | Austria   | 1:40,06 |
| 6    | Natko Zrnčić-Dim     | Croazia   | 1:40,22 |
| 7    | Filip Trejbal        | Rep. Ceca | 1:40,26 |
| 8    | Aleksandr Chorošilov | Russia    | 1:40,85 |
| 9    | Thomas König         | Austria   | 1:40,99 |
| 10   | Marc Digruber        | Austria   | 1:41,56 |

Data: 17 marzo

1ª manche:

Ore: 

Pista: Kärnten 2006

Partenza: 1 725 m s.l.m.

Arrivo: 1 555 m s.l.m.

Dislivello: 170 m

Tracciatore:

2ª manche:

Ore: 

Pista: Kärnten 2006

Partenza: 1 725 m s.l.m.

Arrivo: 1 555 m s.l.m.

Dislivello: 170 m

Tracciatore:

#### Supercombinata
| Pos. | Atleta             | Nazione   | Tempo   |
| ---- | ------------------ | --------- | ------- |
| 1    | Joachim Puchner    | Austria   | 2:16,49 |
| 2    | Ivica Kostelić     | Croazia   | 2:16,68 |
| 3    | Romed Baumann      | Austria   | 2:16,88 |
| 4    | Natko Zrnčić-Dim   | Croazia   | 2:17,10 |
| 5    | Kryštof Krýzl      | Rep. Ceca | 2:17,43 |
| 5    | Franz Promok       | Austria   | 2:17,43 |
| 7    | Vincent Kriechmayr | Austria   | 2:17,54 |
| 8    | Marc Digruber      | Austria   | 2:17,66 |
| 9    | Roland Leitinger   | Austria   | 2:17,93 |
| 10   | Siegmar Klotz      | Italia    | 2:18,10 |

Data: 19 marzo

1ª manche:

Ore: 

Pista: Grünleitennock

Partenza: 2 128 m s.l.m.

Arrivo: 1 555 m s.l.m.

Dislivello: 573 m

Tracciatore:

2ª manche:

Ore: 

Pista: Kärnten 2006

Partenza: 1 725 m s.l.m.

Arrivo: 1 555 m s.l.m.

Dislivello: 170 m

Tracciatore:

### Donne

#### Discesa libera
| Pos. | Atleta                | Nazione       | Tempo   |
| ---- | --------------------- | ------------- | ------- |
| 1    | Christina Staudinger  | Austria       | 1:19,27 |
| 2    | Nicole Schmidhofer    | Austria       | 1:19,72 |
| 3    | Stefanie Moser        | Austria       | 1:19,89 |
| 4    | Cornelia Tiefenbacher | Austria       | 1:20,27 |
| 5    | Cornelia Hütter       | Austria       | 1:20,28 |
| 6    | Christina Hollaus     | Austria       | 1:20,62 |
| 7    | Regina Mader          | Austria       | 1:20,75 |
| 8    | Rebecca Bühler        | Liechtenstein | 1:20,77 |
| 9    | Mirjam Puchner        | Austria       | 1:20,94 |
| 10   | Mariella Voglreiter   | Austria       | 1:20,96 |

Data: 23 marzo

Ore: 

Pista: Grünleitennock

Partenza: 2 128 m s.l.m.

Arrivo: 1 080 m s.l.m.

Lunghezza: 1 555 m

Dislivello: 573 m

Tracciatore: 

#### Supergigante
| Pos. | Atleta              | Nazione | Tempo   |
| ---- | ------------------- | ------- | ------- |
| 1    | Elisabeth Görgl     | Austria | 1:29,35 |
| 2    | Andrea Fischbacher  | Austria | 1:29,68 |
| 3    | Stefanie Moser      | Austria | 1:29,94 |
| 4    | Regina Mader        | Austria | 1:30,00 |
| 5    | Daniela Merighetti  | Italia  | 1:30,23 |
| 6    | Mariella Voglreiter | Austria | 1:30,30 |
| 7    | Nicole Schmidhofer  | Austria | 1:30,46 |
| 8    | Margret Altacher    | Austria | 1:30,70 |
| 9    | Jessica Depauli     | Austria | 1:30,71 |
| 10   | Evelyn Pernkopf     | Austria | 1:30,74 |

Data: 20 marzo

Ore: 

Pista: Grünleitennock

Partenza: 2 128 m s.l.m.

Arrivo: 1 080 m s.l.m.

Lunghezza: 1 555 m

Dislivello: 573 m

Tracciatore: 

#### Slalom gigante
| Pos. | Atleta                | Nazione  | Tempo   |
| ---- | --------------------- | -------- | ------- |
| 1    | Evelyn Pernkopf       | Austria  | 2:28,73 |
| 2    | Bernadette Schild     | Austria  | 2:28,83 |
| 3    | Cornelia Tiefenbacher | Austria  | 2:29,08 |
| 4    | Christina Staudinger  | Austria  | 2:29,30 |
| 5    | Andrea Fischbacher    | Austria  | 2:29,68 |
| 6    | Stefanie Wopfner      | Austria  | 2:29,95 |
| 7    | Julia Dygruber        | Austria  | 2:30,15 |
| 8    | Michelle Morik        | Austria  | 2:30,18 |
| 9    | Martina Geisler       | Austria  | 2:30,29 |
| 10   | Veronika Staber       | Germania | 2:30,38 |

Data: 16 marzo

1ª manche:

Ore: 

Pista: Kärnten 2006

Partenza: 1 908 m s.l.m.

Arrivo: 1 555 m s.l.m.

Dislivello: 353 m

Tracciatore:

2ª manche:

Ore: 

Pista: Kärnten 2006

Partenza: 1 908 m s.l.m.

Arrivo: 1 555 m s.l.m.

Dislivello: 353 m

Tracciatore:

#### Slalom speciale
| Pos. | Atleta           | Nazione       | Tempo   |
| ---- | ---------------- | ------------- | ------- |
| 1    | Marlies Schild   | Austria       | 1:38,48 |
| 2    | Irene Curtoni    | Italia        | 1:41,75 |
| 3    | Marina Nigg      | Liechtenstein | 1:42,26 |
| 4    | Mizue Hoshi      | Giappone      | 1:42,28 |
| 5    | Jessica Pünchera | Svizzera      | 1:42,82 |
| 6    | Carmen Thalmann  | Austria       | 1:42,85 |
| 7    | Sofija Novoselić | Croazia       | 1:43,89 |
| 8    | Evelyn Pernkopf  | Austria       | 1:43,94 |
| 9    | Elena Prosteva   | Russia        | 1:44,10 |
| 10   | Emi Hasegawa     | Giappone      | 1:44,18 |

Data: 15 marzo

1ª manche:

Ore: 

Pista: Kärnten 2006

Partenza: 1 725 m s.l.m.

Arrivo: 1 555 m s.l.m.

Dislivello: 170 m

Tracciatore:

2ª manche:

Ore: 

Pista: Kärnten 2006

Partenza: 1 725 m s.l.m.

Arrivo: 1 555 m s.l.m.

Dislivello: 170 m

Tracciatore:

#### Supercombinata
| Pos. | Atleta               | Nazione | Tempo   |
| ---- | -------------------- | ------- | ------- |
| 1    | Carmen Thalmann      | Austria | 2:26,55 |
| 2    | Daniela Merighetti   | Italia  | 2:26,80 |
| 3    | Anna Hofer           | Italia  | 2:26,98 |
| 4    | Michaela Kirchgasser | Austria | 2:27,01 |
| 5    | Mirjam Puchner       | Austria | 2:27,15 |
| 6    | Michelle Morik       | Austria | 2:27,17 |
| 7    | Evelyn Pernkopf      | Austria | 2:27,53 |
| 8    | Jessica Depauli      | Austria | 2:27,56 |
| 9    | Stefanie Hörl        | Austria | 2:27,75 |
| 10   | Nina Brucker         | Austria | 2:28,55 |

Data: 19 marzo

1ª manche:

Ore: 

Pista: Grünleitennock

Partenza: 2 128 m s.l.m.

Arrivo: 1 555 m s.l.m.

Dislivello: 573 m

Tracciatore:

2ª manche:

Ore: 

Pista: Kärnten 2006

Partenza: 1 725 m s.l.m.

Arrivo: 1 555 m s.l.m.

Dislivello: 170 m

Tracciatore: